# 가산디지털1로

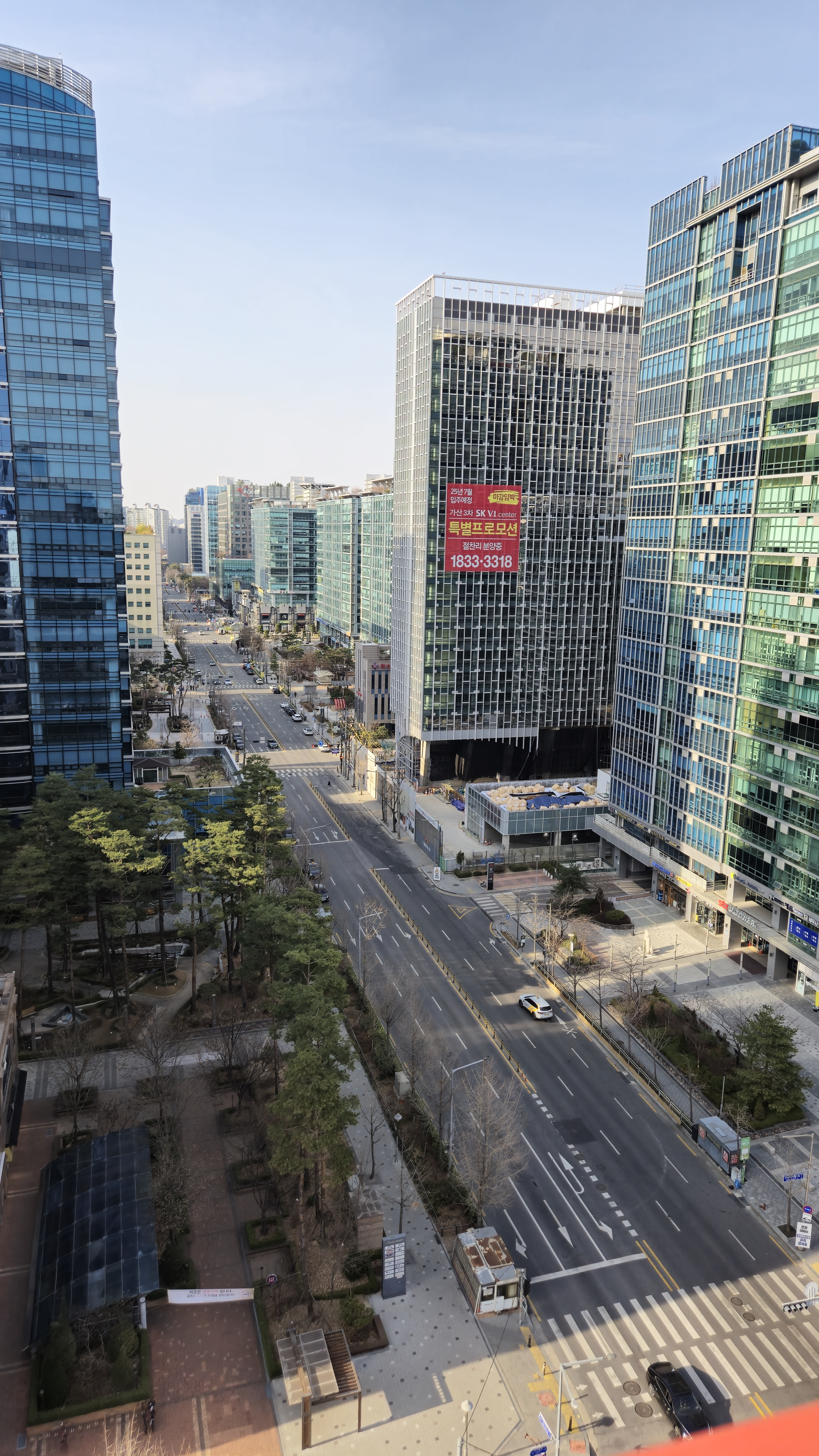
가산디지털1로

가산디지털1로(Gasan digital 1-ro)는 서울특별시 금천구에 소재한 도로이다. 독산동 715부터 가산동 505-3까지의 약 2.42km(2,425m)의 연장을 가진 도로이다.
금천구 가산동과 독산동의 벤처기업 및 중소기업들이 보금자리 같은 도로이기도 하다. 같은 서울특별시강남구의 테헤란로처럼 국내의 대부분의 벤처 및 IT, 의료기기기업, 서비스 플랫폼, 제조생산, 출판, 유통, 물류기업 등 생장 하고 있다.
형제도로로는 가산디지털2로가 있으며 뻗어와 인접한 도로는 디지털로가 있다.

## 개요
가산디지털1로는 2010년 05월 20일 고시 및 효력이 발생된 도로이며, 인근 가산디지털단지역(1호선, 7호선 복선 지하철)이 존재한다.
도로의 형태가 남북으로 일직선으로 뻗은 경우도 있지만, 가지번호길로 나뉜 상태가 아닌 같은 도로명을 부여 받아 좌우로 같이 뻗은 경우 기역(ㄱ)자의 형태의 모습을 가진다.
이는 가산디지털2로와 동일하게 같은 산업지역 블록에서 매우 큰 건물의 주소 혼란을 줄인다. 연달아 같은 명칭의 빌딩에 차를 두어 배치하기도 한다. 대륭테크노타운 빌딩계열은 17차, 18차, 20차처럼 순차적으로 붙인다.
산업단지 특성 상 단어 본의미를 살린 영문명과 숫자 조합+로(1-ro, 2-ro)과 건축물에 차수를 두어 외국인 또는 바이어의 방문에 있어서 가지번호길의 혼선을 줄인 제정방식으로 볼 수 있다.
보통은 도로명이 로마자표기법을 따르면서 표기되지만, 영어 단어 그대로를 도로명에 반영한 것은 경기도 광명시의 디지털로와 것은 인천광역시 연수구 하모니로와 비슷한 구성을 가지고 있다.

## 주요시설
가산디지털1로에는 금천구의 대부분의 중견기업, 중소기업, 벤처기업의 생명줄 역할을 하는 도로이며, LG가산디지털센터, 서울디지털국가산업단지(3단지), 대륭빌딩 단지, 우림라이온스벨리, 서울청년센터(금천), LG전자디지탈어플라이언스연구소 등이 있다.
벤처기업 및 스타트업이 입주가 많고, 중소기업 및 제조/생산/의료 기업들이 생장하는 도로이다. 이랜드 사옥, SK V1 빌딩 등이 있다. 출퇴근 인구가 상당히 많은 지역이기도 하며, 7호선 1호선 복선 지하철이 있어 가산디지털단지역의 구로디지털단지와 함께 유동 인구가 매우 높은 지역이다.

## 사진

### 도로 및 시설물

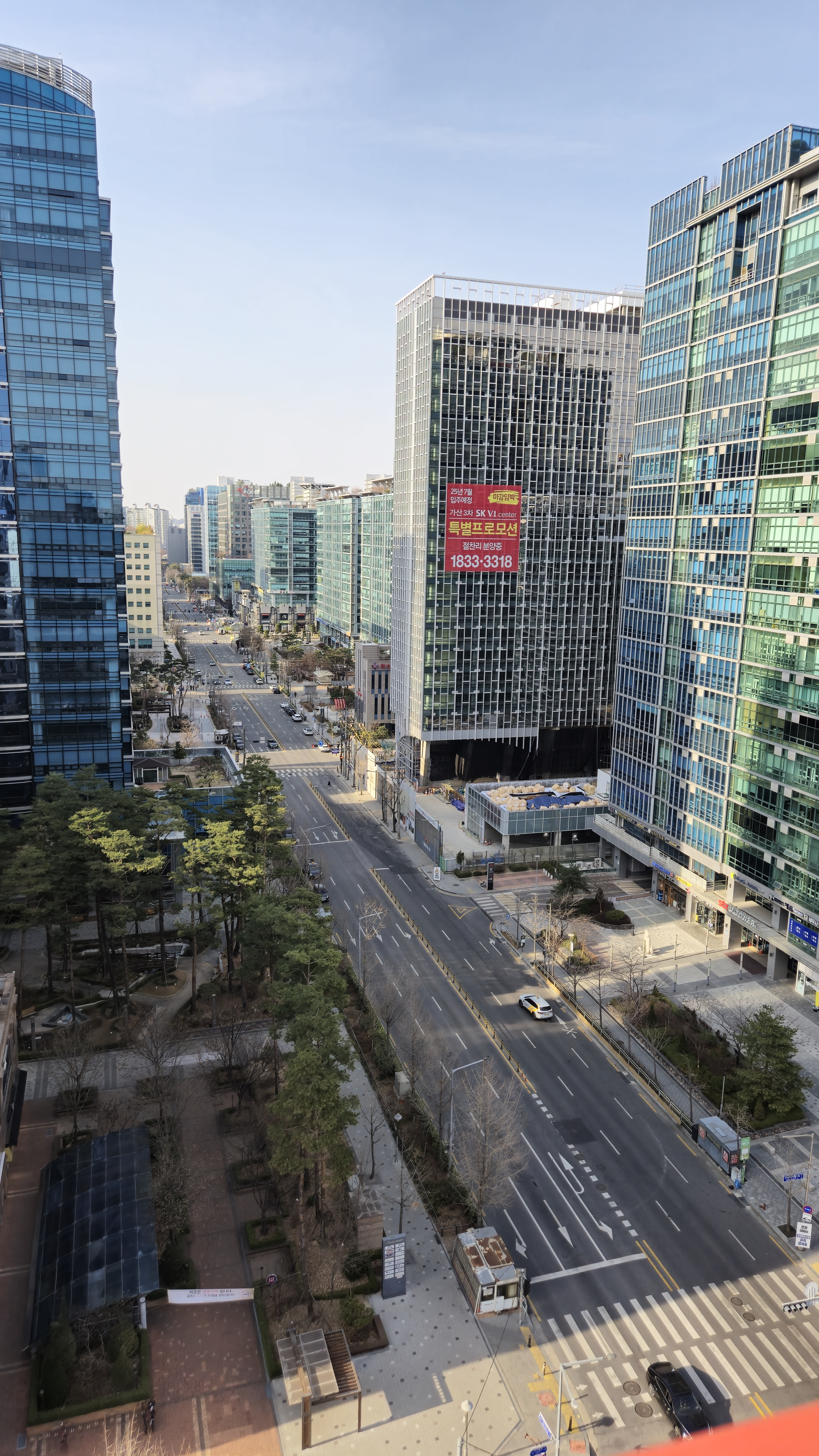
가산디지털1로 전경
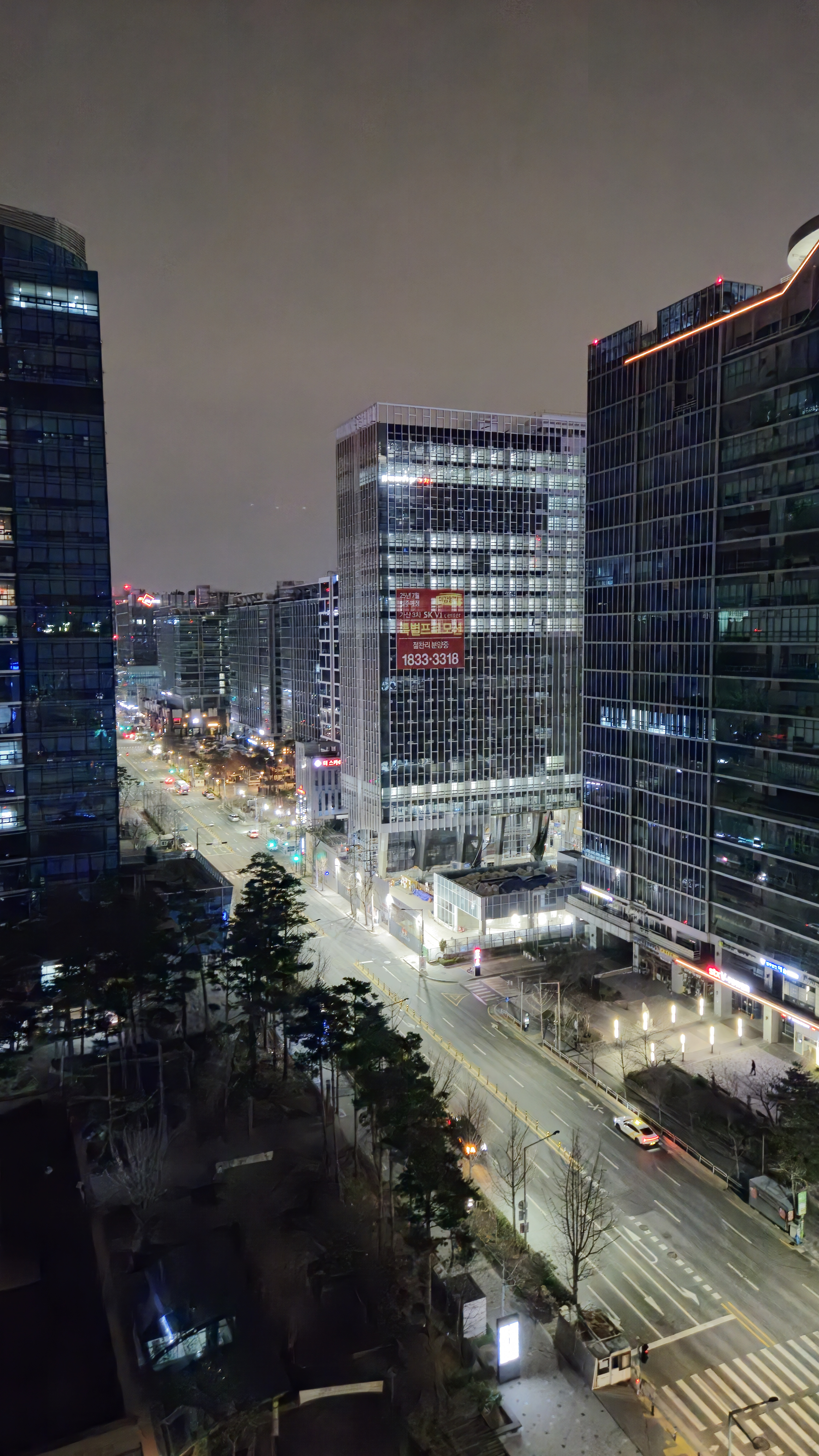
가산디지털1로 야경
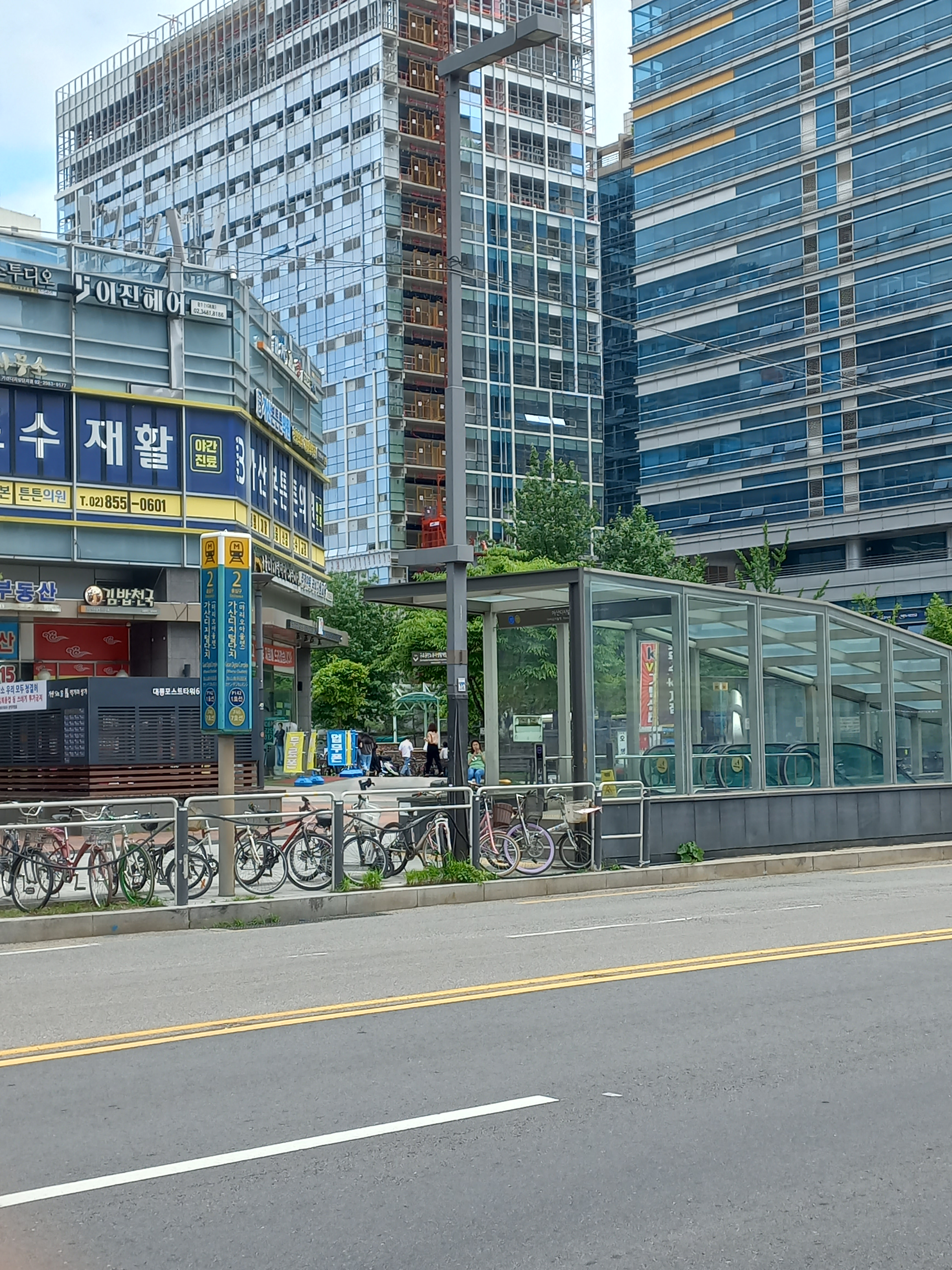
가산디지털단지역
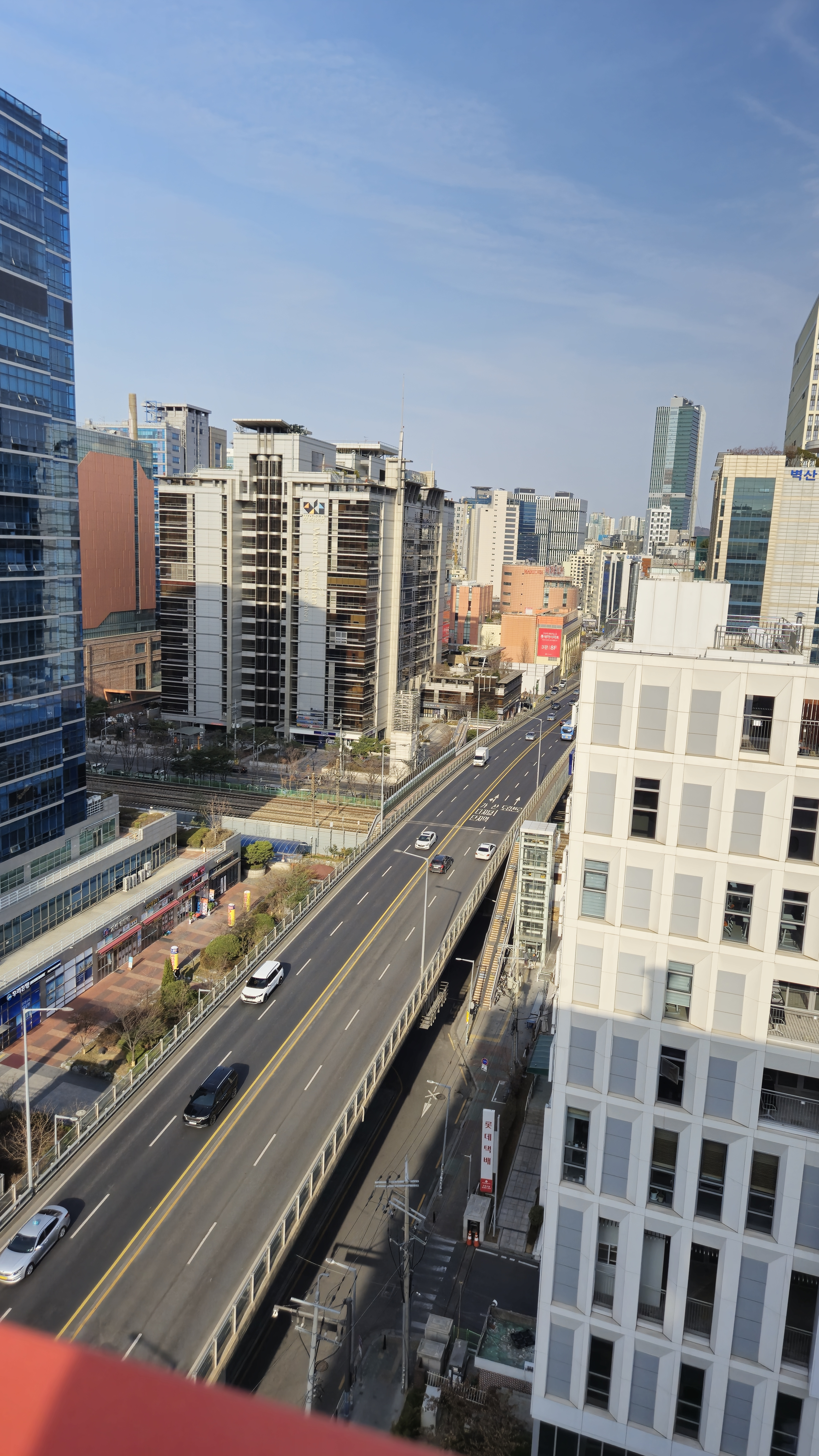
수출의다리

### 주요 건물

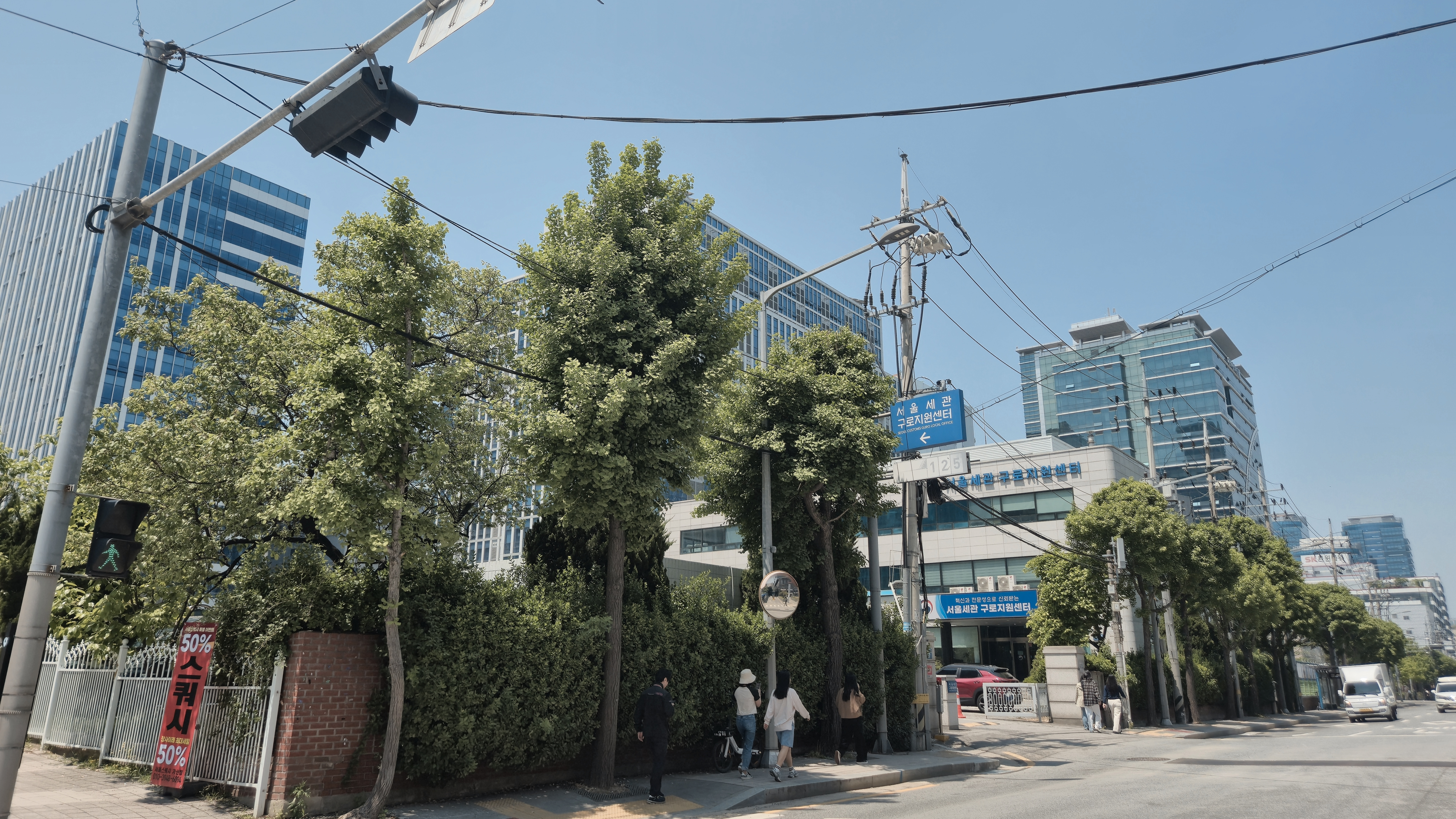
서울세관 구로비지니스센터(가산디지털1로 67)
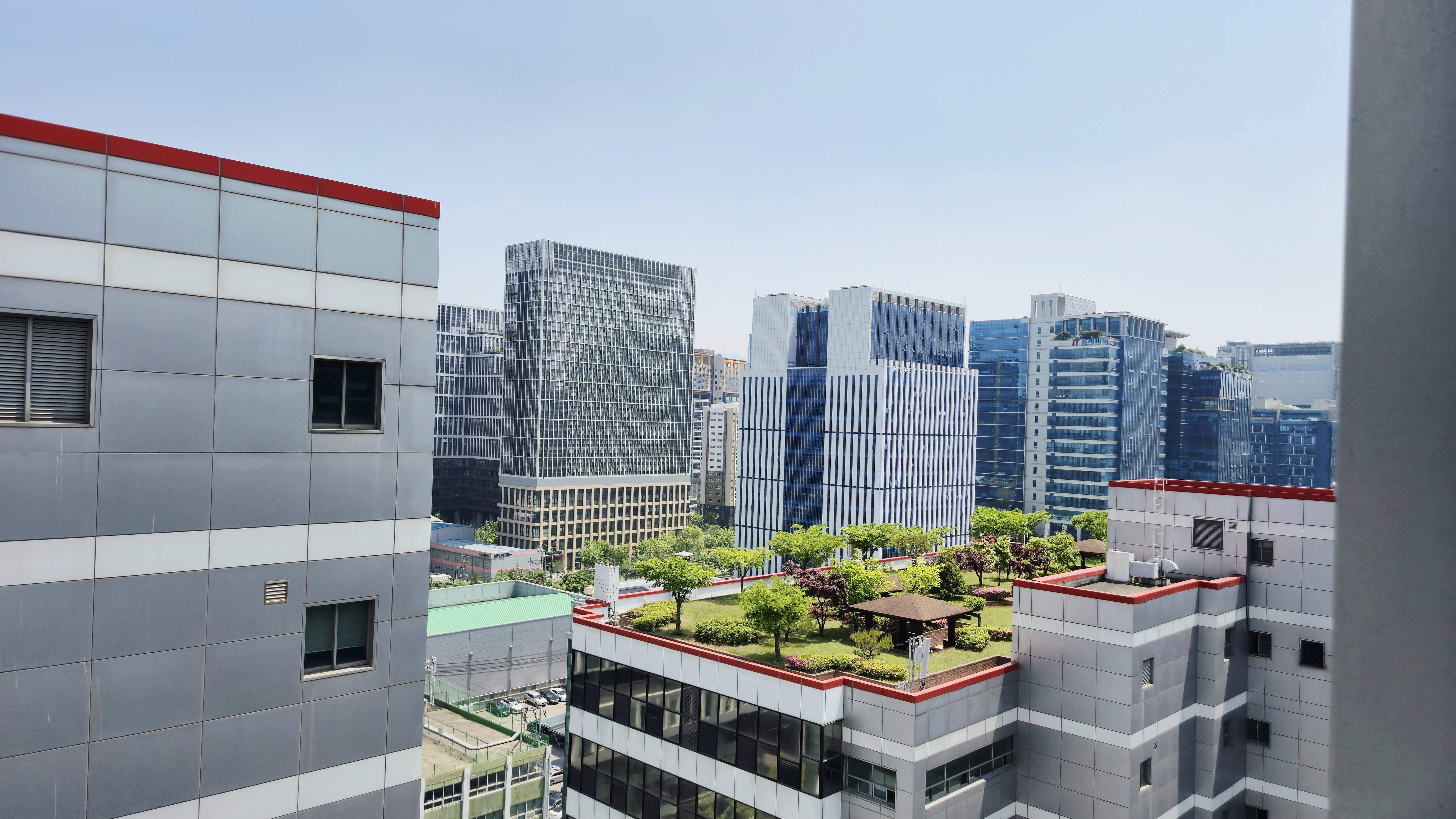
SK트윈타워(가산디지털1로 119)
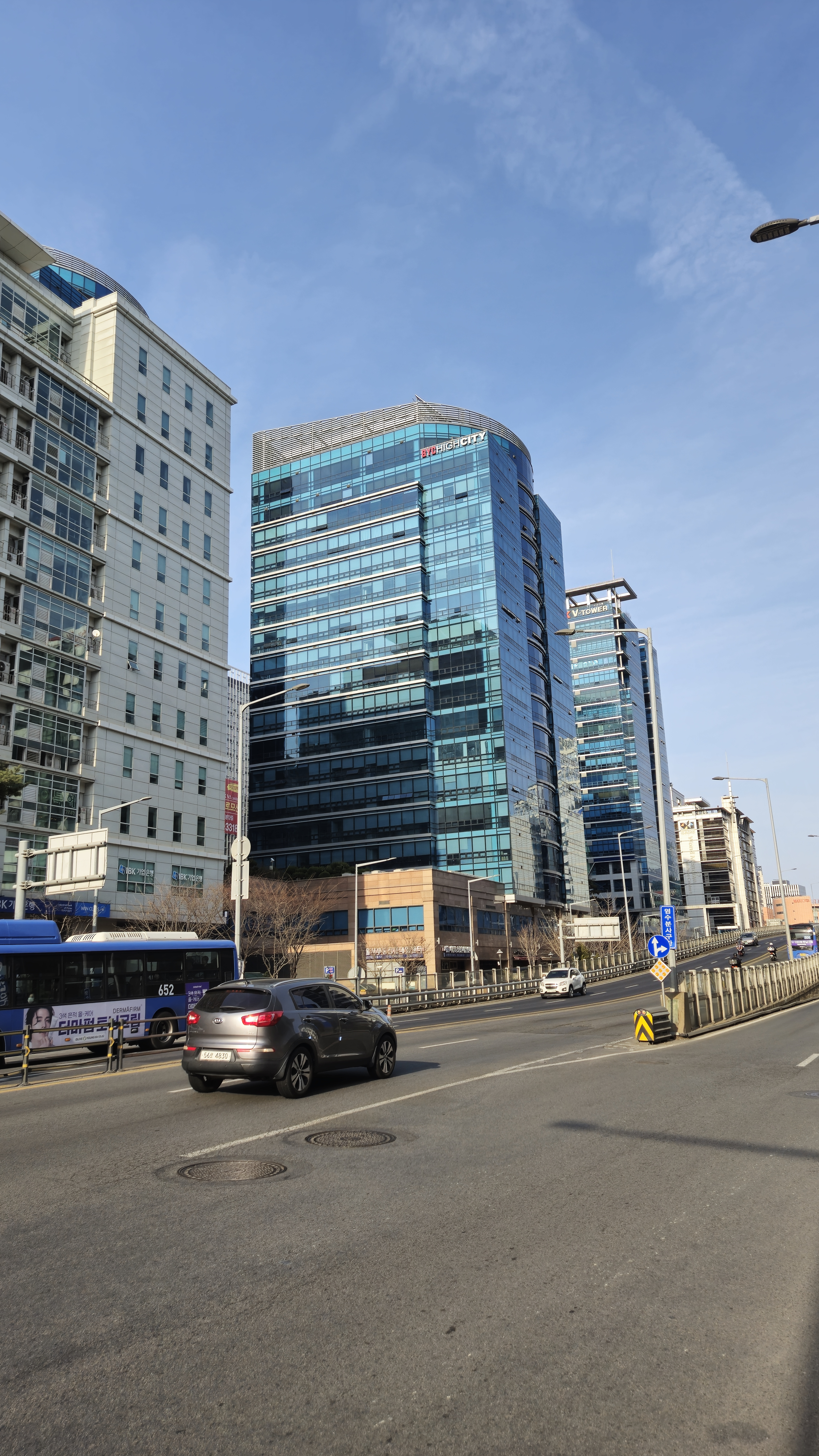
BYC하이시티

## 연결도로
- 가마산로
- 가산디지털2로
- 디지털로
- 범안로

## 인근건물
- LG가산디지털센
- 남성프라자
- 이랜드사옥
- SK트윈타워
- 서울세관 구로지원센터(서울세관 구로 비지니스센터)
- BYC하이시티
- 우림라이온스벨리
- 에이스골드타워
- KB국민은행(가산디지털단지점)
- LG전자디지탈어플라이언스연구소
- 이엔씨드림타워8차
- 대륭테크노타워
- 더루벤스벨리